# 1887
Cette page concerne l'année 1887 (MDCCCLXXXVII en chiffres romains) du calendrier grégorien.
L'année 1887 est une année commune qui commence un samedi.

## Événements

### Afrique
- 6 janvier : victoire éthiopienne de Ménélik II à la bataille de Chelenqo (Tchalénko) sur l’émir du Harrar[1]. Les forces de Ménélik massacrent 11 000 soldats et s’emparent de quelques canons Krupp. Annexion du Harrar et de l’Illubabor. Ménélik y installe son cousin le ras Makonnén (mort en 1907).
  - Harrar est une des plaques tournantes du commerce des armes en Afrique orientale. Arthur Rimbaud, qui y réside entre 1880 et 1891, décrit dans sa correspondance l’importance des profits de ce trafic[2].
- 20 janvier : départ de Londres d’une expédition vers l’Afrique menée par Stanley et Stairs pour à apporter de l’aide à Emin Pasha. Elle est à Zanzibar le 22 février[3].
- 25-26 janvier : une colonne militaire italienne partie des colonies de la mer Rouge s’aventure en Éthiopie pour porter secours aux assiégés de la ville de Saati. Ras Alula, chef de l’Asmara, repoussé une première fois à Saati, défait les Italiens le lendemain à la bataille de Dogali, qui perdent 430 hommes[4].
- 9 février : fondation de la Gold Fields of South Africa par Cecil Rhodes et Charles Rudd[5].
- 24 février : traité signé entre Tippou Tib et Stanley. Le marchand swahili devient le wali (gouverneur) du district de Stanley Falls (Kisangani), rémunéré par l’État léopoldien. L’enjeu principal du traité est l’ivoire dont Tippou Tib contrôle le commerce[6].
- 25 mars : traité de Bissandougou entre la France et Samori Touré qui consent à de nouvelles modifications territoriales et sollicite le protectorat de la France[7].
- Avril : Samori Touré mène une campagne contre le royaume du Kenedugu, et assiège sa capitale Sikasso pendant quinze mois[7]. Refoulé par les Français aidés de Tiéba, roi de Sikasso, il s’enfonce vers la haute Côte d'Ivoire où il détruit Kong en 1897, puis s’avance vers la Volta noire.
- 12 mai : traité de Gouri, signé à Kayes. Le sultan toucouleur de Ségou, Ahmadou, accepte le protectorat français sur les territoires qu’il contrôle[8]. En 1880, il avait accordé à la France la clause de la nation la plus favorisé, sous réserve qu’aucun territoire toucouleur ne serait conquis.
- 29 juin : départ de Bamako de l’expédition de Binger dans le Haut Niger et en Côte d'Ivoire (1887-1889)[9].
- 1er juillet, Bamako : Gallieni lance une expédition sur le Niger pour en vérifier la navigabilité jusqu’à Tombouctou, de façon à conclure des traités de protectorat. Le lieutenant de vaisseau Caron remonte jusqu’à Mopti à bord de la canonnière Le Niger, puis jusqu’à Korioumé, à proximité immédiate de Tombouctou (17 août). À Bandiagara, il se heurte à Tidiani, sultan Toucouleur du Macina indépendant, qui lui interdit l’accès de Tombouctou[10].
- 20 juillet : les Ishaq et les Darod de Somalie passent sous protectorat britannique[11]. Ces populations, qui ont émigré d’Arabie au XVe siècle, vivent sur les côtes africaines du golfe d’Aden. Les Somalis continuent de progresser vers l’Éthiopie, le Kenya et la région de Djibouti.
- 30 juillet : Lobengula, roi du Matabélé (Zimbabwe), signe un traité d’amitié avec le Transvaal (traité Grobler)[12].
- 17 août : la canonnière française Le Niger atteint les portes de Tombouctou ; averti d’une attaque probable des Touareg, Caron rebrousse chemin. Il est de retour à Magnambougou le 5 octobre[13].
- Juillet : une armée mahdiste menée par Abu Anja enfonce les troupes du Négus Yohannes IV menées par ras Adal à Debra Sina au Godjam et envahit Gondar qu’elle saccage et brûle en massacrant ses habitants[14]. Abu Anja (ou Angar) se retire en novembre[15].

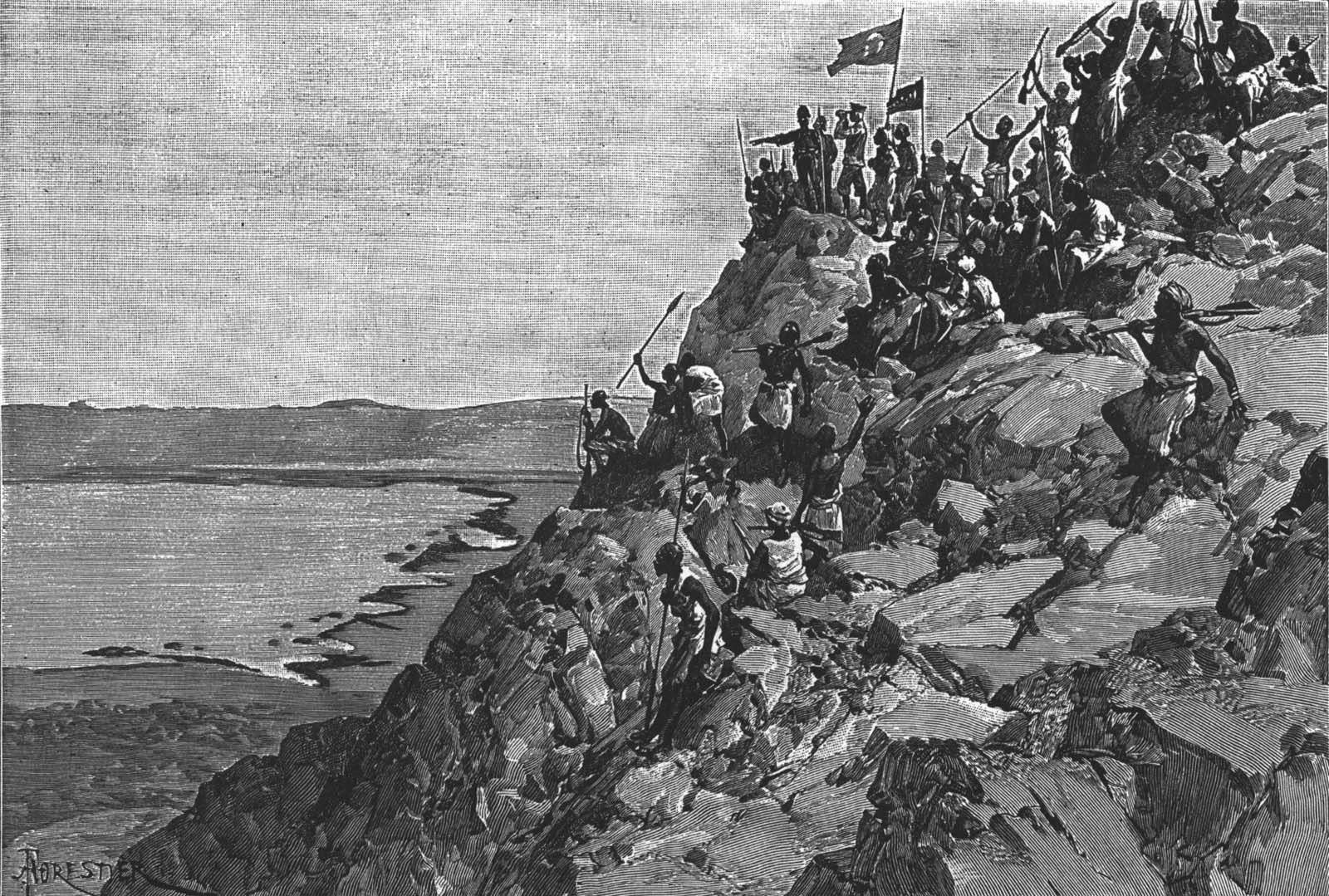
13 décembre : l'expédition de secours à Emin Pasha atteint le lac Albert.

- 5 septembre[16] : capture de Jaja, roi d’Opobo (en), au Nigeria. Il est déporté à Saint-Vincent le 16.
- 18 octobre[17] : le Nigeria devient protectorat britannique sur l’initiative de George Goldie, fondateur de la Royal Niger Company, chargée depuis juillet 1886 de coloniser la région.
- 8 - 12 décembre, Sénégal : le marabout Mamadou Lamine Dramé est vaincu et tué par les Français à la bataille de Toubakouta à la frontière avec la Gambie[18].

- Début du règne de Njoya, roi du Bamum (ouest du Cameroun) (fin en 1933) sous la régence de sa mère Na Njapndounke (fin en 1892)[19].
- Rabah envahit le Darfour, recrute des bazingirs, s’installe au Dar Kouti, mais échoue contre le Ouaddaï. De 1887 à 1889, il ne lance pas d’expéditions, mais consacre son temps en pourparlers avec le Mahdi qui lui a demandé de l’aide pour combattre les infidèles[20].

### Amérique
- 6 janvier : le général Ulises Heureaux (en) est élu président de la République dominicaine. Il gouverne en dictateur jusqu’à son assassinat en 1899[21]. Il plonge la République dominicaine dans une très grave crise économique.
- 31 décembre : le gouvernement colombien signe un concordat avec l’Église[22]. Cette signature révèle l’orientation nouvelle et conservatrice de la Colombie : le libéralisme et le fédéralisme sont peu à peu abandonnés tandis que s’accroissent les pouvoirs présidentiels.

### Asie et Pacifique
- 20 janvier : les États-Unis établissent à Pearl Harbor (Hawaï) un dépôt de charbon pour ravitailler la marine[23].
- 2 février : création au Bengale de la Chambre nationale de commerce et d’industrie[24]. Elle est la première institution de ce genre à être organisée sur le territoire colonial britannique des Indes.
- 26 mars : protocole de Lisbonne, reconnu par la Chine le 1er décembre. Le Portugal annexe Macao[25].
- 26 juin : convention relative à la délimitation de la frontière entre la Chine et le Tonkin[26] et convention commerciale additionnelle franco-chinoise[27].
- 6 juillet : nouvelle constitution à Hawaï (Constitution de la baïonnette) imposée par la force au roi Kalakaua par la ligue hawaïenne, composée de propriétaires terriens favorables à l’annexion par les États-Unis[23].
- 1er août : les îles Kermadec sont annexées par la Nouvelle-Zélande. Leur annexion confirme les visées expansionnistes de la colonie[28]. Déjà en 1871, le gouvernement avait tenté, en vain, d’obtenir l’accord du Royaume-Uni pour annexer les îles Samoa.
- 5 août, Philippines : retour de l’écrivain nationaliste José Rizal à Manille[29]. En exil en Europe, il a dénoncé le joug colonial qui pèse sur son pays.
- Août : création du mouvement du Hintchak par des Arméniens en exil à Genève[30]. Ils réclament, comme le parti Armenakan, la suppression de la tutelle ottomane sur les Arméniens de l’Empire.
- 28 septembre : début des inondations de 1887 en Chine causées par une crue du fleuve Jaune. Elles sont de 900 000 à 2 500 000 victimes et 3 000 000 de sans-abris en Chine[31].
- 1er octobre : le Baloutchistan (nord-ouest du sous-continent indien) est érigé en territoire britannique et intégré à l’Empire des Indes[32].

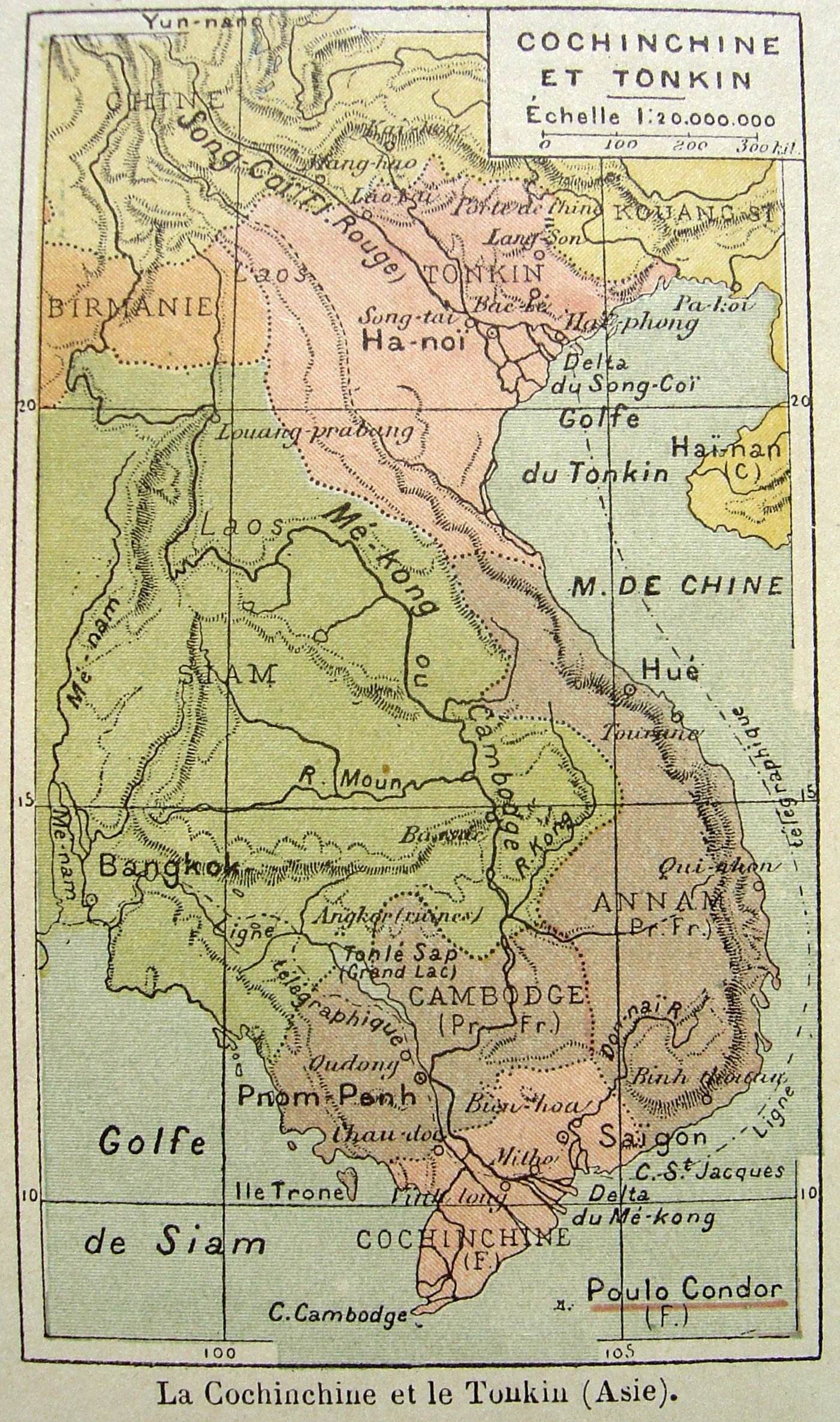
La Cochinchine et le Tonkin. Tiré de La deuxième année de géographie, de Pierre Foncin (première édition en 1888)

- 17 octobre : la France crée l’Union indochinoise[33] (Cochinchine, Annam, Tonkin et Cambodge, auxquels s'ajoutent ensuite le Laos puis Kouang-Tchéou-Wan) sous l’autorité d’un gouverneur général représentant la France (dont Lanessan, Paul Doumer, Albert Sarraut). Si la royauté est conservée dans les protectorats, elle est vidée de toute substance au profit des résidents. Les rois peu complaisants seront exilés.
- 16 novembre : convention franco-britannique établissant une commission navale mixte sur les Nouvelles-Hébrides[34] (condominium en 1906).

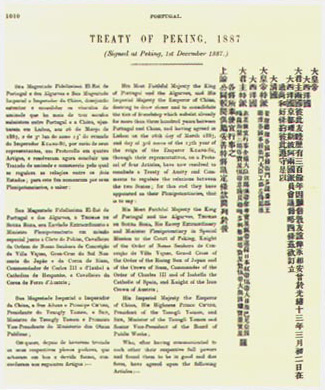
: traité de Pékin.

- 1er décembre : la Chine confirme par le traité de Pékin « l’occupation permanente et l’administration de Macao et ses îles adjacentes par le gouvernement du Portugal »[25].

### Europe
- 1er janvier : Ivan Vychnegradski devient ministre des Finances en Russie (1886-1892)[35].
- 14 janvier, Allemagne : le Reichstag est dissous sur la question des crédits militaires. Les conservateurs, qui remportent les élections le 21 février (partis du cartel), votent la loi de programmation de Bismarck le 12 mars[36].
- 28 janvier : début de la construction de la tour Eiffel à Paris[37].
- 12 février : accords méditerranéens conclus pour résister aux desseins des Russes et des Français en Méditerranée et dans les Détroits entre l’Italie et le Royaume-Uni, rejoints par l’Autriche-Hongrie le 24 mars et l’Espagne (convention du 4 mai avec l’Italie)[38]. Ils aboutissent le 12 décembre à une entente signée à Constantinople entre Londres, Vienne et Rome[39]. La Grande-Bretagne se trouve indirectement associé à la politique de la Triple Alliance[40].
- 20 février : renouvellement de la Triplice. L’Italie entre dans l’alliance austro-germano-roumaine. L’Allemagne accepte de soutenir l’Italie en cas d’occupation par la France de la Tripolitaine ou du Maroc[41].
- 23 février : tremblement de terre des Alpes ligures[42].
- 7 mars[43] : fondation à Vienne de l’Union social-chrétienne (Christlich-sozialer Verein)[44].
- 13 mars : attentat à la bombe contre le tsar Alexandre III de Russie. Józef Piłsudski et une vingtaine de militants sont arrêtés[45].
- 4 avril : ouverture de la conférence coloniale de Londres réunissant le secrétaire d’État aux Colonies Chamberlain et les Premiers ministres des Dominions[46]. D’autres suivent en 1894, 1897, 1902, 1907 et 1911.
- 20 avril : affaire d’espionnage Schnaebelé, commissaire français attiré dans un traquenard par son collègue allemand. Bismarck accepte de libérer Schnaebelé le 30 avril[47].
- 30 avril, France : démission du général Boulanger[36].
- 23 mai : le conflit entre l’État Allemand et l’Église catholique est jugé clos par le pape Léon XIII, satisfait des mesures qui depuis 1880 ont mis fin au Kulturkampf[48].
- Mai : relèvement des tarifs douaniers en Russie[49].
- 18 juin : traité secret de « réassurance » entre l’Allemagne et la Russie (fin en 1890). Il assure à Bismarck la neutralité russe en cas d’attaque française contre l’Allemagne. La Prusse est épuisée par des opérations défensives contre des adversaires supérieurs en nombre[50]. En échange, le chancelier promet son appui diplomatique dans la question bulgare et dans l’affaire des Détroits. Mais en novembre, lors du réveil de la question bulgare, Bismarck met fin aux facilités financières accordées par la Reichsbank aux Russes.

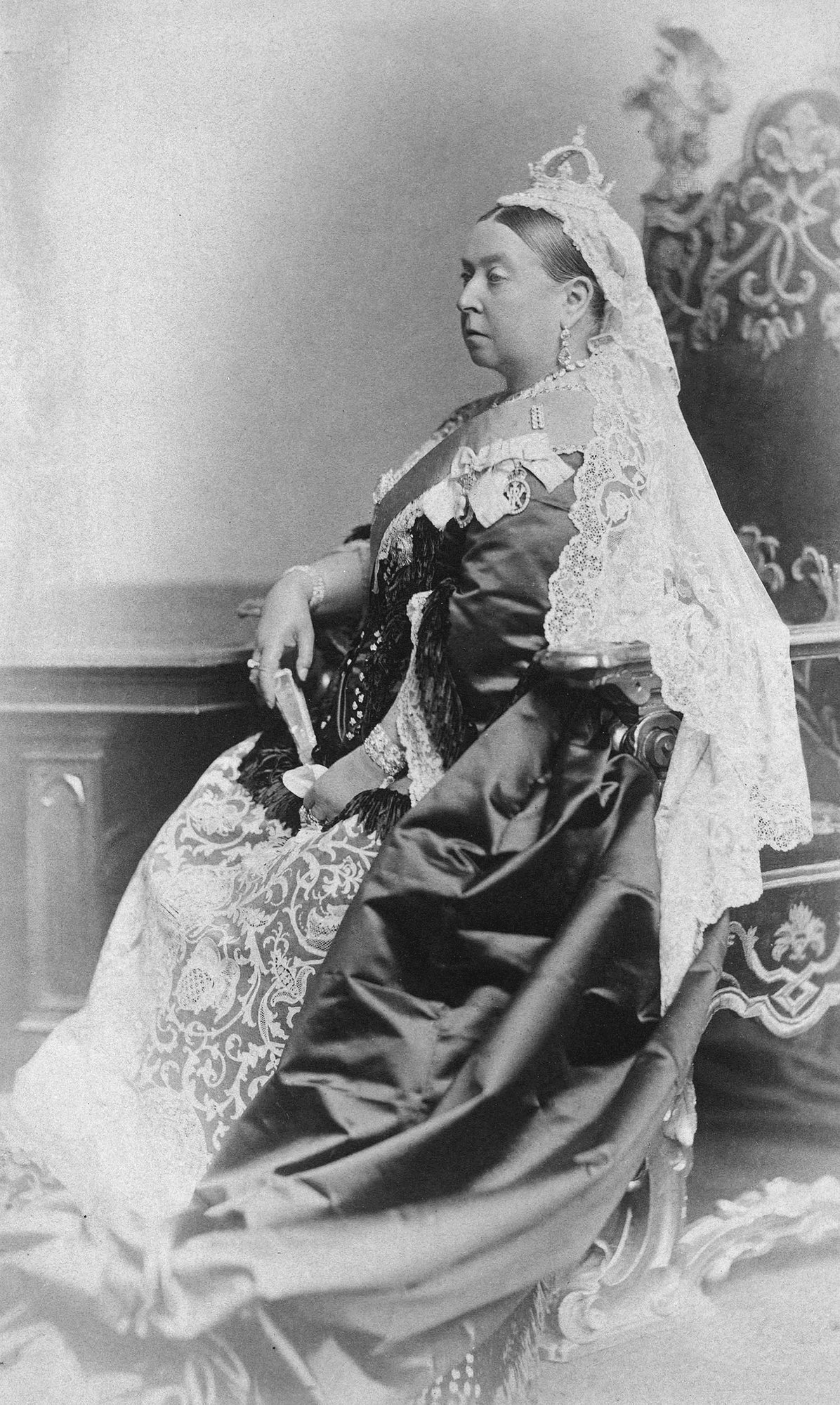
21 juin : jubilé d’or de la reine Victoria du Royaume-Uni

- 20 - 21 juin : jubilé d’or de la reine Victoria du Royaume-Uni[51].
- 25 juin : malgré la Russie, élection de Ferdinand de Saxe-Cobourg, protégé de l’Autriche, sur le trône de Bulgarie[52].
- 30 juin : le gouvernement libéral espagnol de Sagasta adopte une loi autorisant la constitution d’associations, offrant à l’Espagne un cadre de liberté publique sans précédent[53].
- 1er et 6 juillet, Russie[54] : circulaires du ministre de l’Instruction publique Delianov limitant l’accès aux gymnases (exclusion des fils de cochers, servantes, blanchisseuses et cuisinières). Numerus clausus limitant l’accès des Juifs à l’université : 10 % des étudiants dans la zone de résidence, 3 % à Saint-Pétersbourg et à Moscou, 5 % dans le reste de l’Empire.
- 26 juillet : sous le pseudonyme Dr Esperanto, Louis-Lazare Zamenhof publie à Varsovie la brochure Langue Internationale, qui marque la naissance de la langue équitable espéranto[55].
- 23 août, Royaume-Uni : la Chambre des communes adopte le Merchandise Marks Act qui contraint les exportateurs à mentionner le lieu de fabrication de tous leurs produits[56].
- Août : fondation à Hilfikon en Suisse de la Ligue nationale polonaise par Zygmunt Miłkowski[57].
- 7 septembre : interdiction de l’usage du polonais dans les écoles élémentaires allemandes[58] (3 millions de personnes, majoritaires en Posnanie et en Haute-Silésie).
- 1er octobre : le président du Conseil italien Francesco Crispi rend visite à Bismarck dans sa propriété de Friedrichsruh[59].
- 7 octobre, France : début du scandale des décorations[60].
- 6 novembre :
  - révision de la Constitution aux Pays-Bas : abolition du suffrage censitaire tout en excluant le suffrage universel (droit de vote aux citoyens montrant des signes de capacité et de prospérité)[61].
  - Bismarck interdit à la Reichsbank d’accorder des avances gagées sur les valeurs russes[62]. Il met fin aux emprunts de la Russie à la bourse de Berlin, destinés à financer un armement et des voies ferrés stratégiques. Les relations germano-russes se détériorent. Le tsar refuse de renouveler l’alliance des Trois empereurs.

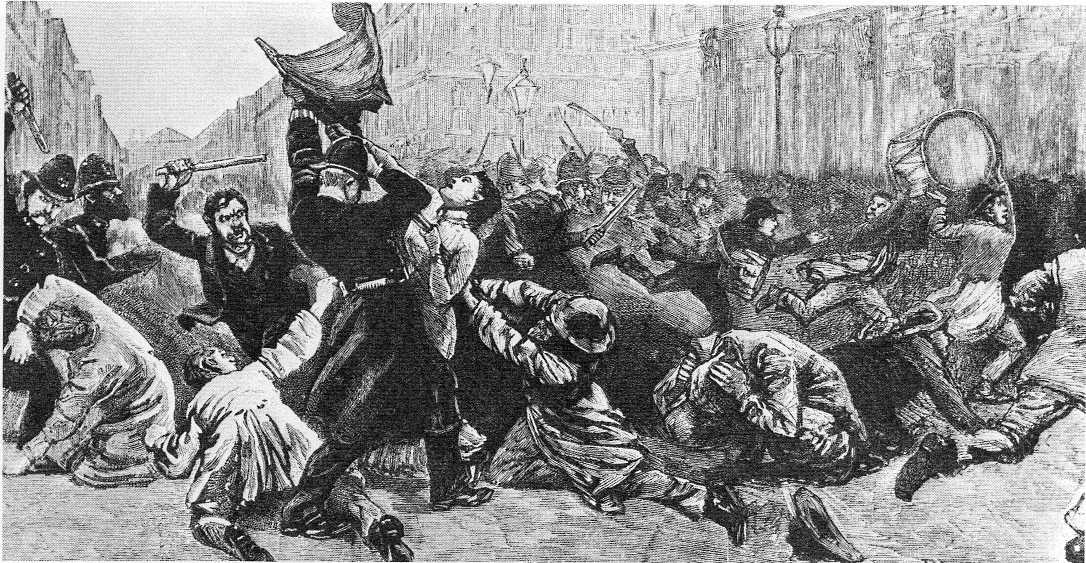
13 novembre : Bloody Sunday

- 13 novembre : « Bloody Sunday » à Londres où un manifestant indépendantiste irlandais trouve la mort dans des affrontements avec la police[63].
- 17 décembre : Bismarck augmente les droits de douane sur les exportations de blé russe[64].
- 28 décembre : loi sur les accidents du travail en Autriche[65].

## Naissances en 1887
- 3 janvier : August Macke, peintre allemand († 26 septembre 1914).
- 5 janvier :
  - Oldřich Blažíček, peintre austro-hongrois puis tchécoslovaque († 3 mai 1953).
  - Clifford Grey, auteur-compositeur, acteur, librettiste et bobeur britannique († 25 septembre 1941).
- 6 janvier : Pippo Rizzo, peintre italien († 4 mars 1964).
- 11 janvier : Monte Blue, acteur américain († 18 février 1963).
- 15 janvier : Charley Rogers, acteur, réalisateur et scénariste anglais († 20 décembre 1956).
- 16 janvier : André Hardy, peintre français († 19 mars 1986).
- 17 janvier : Marcel Godivier, coureur cycliste français († 9 février 1963).
- 26 janvier :
  - Pierre Brune, peintre français († 1er juin 1956).
  - François Faber, coureur cycliste luxembourgeois († 9 mai 1915).
- 28 janvier :
  - Arthur Rubinstein, pianiste polonais († 20 décembre 1982).
  - Lucien Seevagen, peintre français († 24 juin 1959).
- 29 janvier :
  - Albert Conti, acteur autrichien († 18 janvier 1967).
  - Wellington Koo, diplomate et homme d'État chinois († 14 novembre 1985).
- 31 janvier : Kārlis Miesnieks, peintre réaliste letton († 25 octobre 1977).
- 3 février : Serge Fotinsky, peintre, aquarelliste, graveur et illustrateur russe puis soviétique et français († 1er septembre 1971).
- 5 février :
  - Omer Nishani, 1er président du Praesidium de l'assemblée populaire de la République populaire d'Albanie († 26 mai 1954).
  - Pearl Sindelar, actrice américaine († 9 juillet 1958).
- 12 février : Edelmiro Julián Farrell, militaire argentin († 21 octobre 1980 ou 31 octobre 1980).
- 13 février : John Wray, acteur américain († 5 avril 1940).
- 14 février : Alice Cruppi, peintre et écrivain française († 29 mai 1968).
- 16 février :
  - Alfred Bolle, peintre suisse († 1959).
  - José Moreno Villa, archiviste, bibliothécaire, poète, écrivain, journaliste, critique, historien de l'art, documentaliste, dessinateur et peintre espagnol († 25 avril 1955).
- 17 février : Leevi Madetoja, compositeur finlandais († 6 octobre 1947).
- 19 février : 
  - Auguste Durand-Rosé, peintre français († décembre 1962).
  - Hermann Kalbfuss, historien, philosophe et dessinateur allemand († 5 avril 1918).
  - Roberto Montenegro, peintre, lithographe et scénographe mexicain † 13 octobre 1968).
- 23 février : Karl Neumer, coureur cycliste sur piste allemand († 16 mai 1984).
- 25 février :
  - Leonard Carey, acteur anglais († 11 septembre 1977).
  - Nikolaï Ossinski, homme politique et économiste russe puis soviétique († 1er septembre 1938).
- 26 février : William Frawley, acteur américain († 3 mars 1966).
- 5 mars :
  - Honorine Deschrijver, peintre belge († 1977).
  - Heitor Villa-Lobos, compositeur brésilien († 17 novembre 1959).
- 7 mars : Heino Eller, compositeur et pédagogue estonien († 16 juin 1970).
- 8 mars : Charles Maillard, peintre, professeur des beaux-arts et administrateur scolaire canadien d'origine française († 8 décembre 1973).
- 16 mars : Valentine Hugo, peintre et illustratrice française († 16 mars 1968).
- 18 mars : Róbert Berény, peintre hongrois († 10 septembre 1953).
- 20 mars : Lawrence M. Judd, homme politique américain († 4 octobre 1968).
- 22 mars : Shinpei Nakayama, auteur-compositeur japonais († 30 décembre 1952).
- 23 mars :
  - Josef Čapek, peintre, écrivain, photographe et illustrateur austro-hongrois puis tchécoslovaque († avril 1945).
  - Juan Gris (José Victoriano Gonzalez), peintre espagnol († 11 mai 1927).
- 24 mars :
  - Roscoe Arbuckle, acteur et réalisateur du cinéma muet américain († 29 juin 1933).
  - Eleanor Jane Taylor Calverley, missionnaire américaine au Koweït († 1968).
- 25 mars : Padre Pio, capucin et prêtre italien († 23 septembre 1968).
- 26 mars : Basil Dean, réalisateur, producteur, scénariste, metteur en scène, dramaturge et acteur britannique († 22 avril 1978).
- 1er avril : Mario Cevolotto, homme politique italien († 6 avril 1953).
- 2 avril : Maurice Vandendriessche, footballeur français († 18 novembre 1959).
- 6 avril : Georges Sérès, coureur cycliste français († 26 juin 1951).
- 8 avril : Walter Connolly, acteur américain († 28 mai 1940).
- 10 avril : Stéphanie Łazarska, peintre polonaise († 1977).
- 14 avril : Jules-René Hervé, peintre français († 13 novembre 1981).
- 16 avril : Paul Richaud, cardinal français († 5 février 1968).
- 17 avril : Roland Wakelin, peintre et professeur australien et néo-zélandais († 28 mai 1971).
- 21 avril : Amcheï Nürenberg, peintre russe puis soviétique († 10 janvier 1979).
- 30 avril : Alfonso Calzolari, coureur cycliste italien († 7 février 1983).
- 1er mai : Kurt Vespermann, acteur allemand († 13 juillet 1957).
- 6 mai : Jan Zaorski, chirurgien polonais († 10 mars 1956).
- 8 mai : Tito Salas, peintre vénézuélien († 18 mars 1974).
- 9 mai : John Nordin, ingénieur suédois († 29 juin 1983).
- 12 mai : Leo Michelson, peintre et sculpteur letton naturalisé américain († 1978).
- 15 mai : Georges Mathey, peintre et sculpteur français († 7 janvier 1915).
- 21 mai : Paul Maze, peintre anglo-français († 17 septembre 1979).
- 22 mai : Arthur Cravan, écrivain et boxeur d'origine britannique († 1918).
- 23 mai : Jacob Steinhardt, peintre expressionniste israélien d’origine allemande († 11 février 1968).
- 24 mai : Robert La Montagne Saint-Hubert, peintre décorateur et fresquiste français († 24 mai 1977).
- 25 mai :
  - Anselmo Bucci, peintre, graveur et écrivain italien († 19 novembre 1955).
  - François Eberl, peintre figuratif français († 8 octobre 1962).
  - Wilhelmina Geddes, vitrailliste irlandaise († 10 août 1955).
  - Padre Pio, capucin et prêtre catholique italien († 23 septembre 1968).
- 26 mai :
  - Sultan Majid Afandiyev, Homme d'État et révolutionnaire azéri, à l'époque de l'Empire russe († 21 avril 1938).
  - Albert Sirk, peintre, graphiste et illustrateur austro-hongrois puis yougoslave († 13 septembre 1947).
  - Ba U, président de la Birmanie († 9 novembre 1963).
- 29 mai : André Trousselier, coureur cycliste français († 10 avril 1968).
- 30 mai :
  - Alexandre Archipenko, sculpteur américain originaire de Russie († 25 février 1964).
  - Emil Reesen, compositeur, chef d'orchestre et pianiste danois († 27 mars 1964).
- 31 mai :
  - Saint-John Perse (Alexis Léger) poète et diplomate français († 20 septembre 1975).
  - José María Usandizaga, compositeur espagnol († 5 octobre 1915).
- 1er juin : Clive Brook, acteur britannique († 17 novembre 1974).
- 13 juin :
  - Ivor Barnard,  acteur anglais († 30 juin 1953).
  - Jacques Chapiro, peintre français d'origine russe († 1972).
  - André François-Poncet, diplomate français († 8 janvier 1978).
- 18 juin :
  - Yan Bernard Dyl, peintre et illustrateur français († 4 décembre 1944).
  - André Roz, peintre français († 12 janvier 1946).
- 19 juin : Anders Osterlind, peintre français († 5 janvier 1960).
- 20 juin : Kurt Schwitters, peintre et poète allemand dada († 8 janvier 1948).
- 21 juin : Léon Danchin, sculpteur, peintre animalier et graveur français († 4 août 1938).
- 25 juin :
  - George Abbott, scénariste, réalisateur, producteur, dramaturge et acteur américain († 31 janvier 1995).
  - François Eberl, peintre austro-hongrois naturalisé français († 8 octobre 1962).
  - Alexandre Iacovleff, peintre russe († 12 mai 1938).
- 30 juin : Vladimir Hagenmeister, peintre, graphiste, illustrateur, enseignant, historien de l'art et éditeur russe puis soviétique († 20 janvier 1938).
- 1er juillet : Charles D. Brown, acteur américain († 25 novembre 1948).
- 6 juillet : Paul Geny, peintre français († 4 février 1968).
- 7 juillet : Marc Chagall, peintre français d'origine russe († 28 mars 1985).
- 9 juillet : Saturnino Herrán, peintre mexicain († 8 octobre 1918).
- 10 juillet : Mario Cavaglieri, peintre italien († 11 septembre 1969).
- 17 juillet : Jack Conway, réalisateur, acteur et producteur américain († 11 octobre 1952).
- 19 juillet :
  - Théodore Louis Boulard, peintre et musicien français († 21 octobre 1961).
  - Charles Malfray, sculpteur et peintre français († 28 mai 1940).
- 24 juillet : Gerard Bosch van Drakestein, coureur cycliste néerlandais († 20 mars 1972).
- 25 juillet : Anna Mürset, militante suisse († 25 novembre 1975).
- 28 juillet : Marcel Duchamp, peintre, plasticien et homme de lettres français naturalisé américain († 2 octobre 1968).
- 29 juillet : Rudi Stephan, compositeur allemand († 29 septembre 1915).
- 2 août : Otto Morach, peintre suisse († 25 décembre 1973).
- 3 août : Joseph Hurard, peintre français († 18 février 1956).
- 5 août : Reginald Owen, scénariste, auteur et acteur britannique († 5 novembre 1972).
- 7 août :
  - Luckey Roberts, musicien de jazz américain († 5 février 1968).
  - Hermann Rauschning, essayiste et homme politique allemand († 8 février 1982).
- 8 août :
  - Malcolm Keen, acteur britannique († 30 janvier 1970).
  - Esme Percy, acteur britannique († 17 juin 1957).
- 12 août : Erwin Schrödinger, prix Nobel de physique autrichien en 1933 († 4 janvier 1961).
- 14 août : Edward Winslow Gifford, ethnologue américain († 16 mai 1959).
- 15 août : Jean Rouppert, dessinateur, peintre et sculpteur français († 25 août 1979).
- 17 août :
  - Charles de Habsbourg, Empereur d'Autriche et Roi de Hongrie († 1er avril 1922).
  - Marcus Garvey, dit le « Moïse Noir » fondateur du journal The Negro World ainsi que de la Black Star Line († 10 juin 1940).
- 18 août : Georges Sabbagh, peintre français d'origine égyptienne († 9 décembre 1951).
- 21 août : Gustave Alaux, peintre et illustrateur français († 27 février 1965).
- 27 août : Adrian Kaploun, peintre, graphiste et graveur russe puis soviétique († 25 avril 1974).
- 1er septembre : Blaise Cendrars, écrivain français d'origine suisse († 21 janvier 1961).
- 11 septembre : Andrée Lavieille, peintre française († 14 mai 1960).
- 12 septembre : George Georgescu, chef d'orchestre roumain († 1er septembre 1964).
- 15 septembre :
  - Carlos Dávila, avocat et homme politique chilien († 19 octobre 1955).
  - Ernest Guérin, peintre français († 10 mai 1952).
- 16 septembre : Nadia Boulanger, pianiste, organiste, chef d'orchestre et pédagogue française († 22 octobre 1979).
- 17 septembre :
  - Andrée Benon, peintre paysagiste et portraitiste française († 27 septembre 1956).
  - Ivan Vrona, critique d'art et peintre russe puis soviétique († 5 janvier 1970).
- 18 septembre : Sébastien Laurent, peintre et sculpteur français († 7 avril 1973).
- 23 septembre : Ģederts Eliass, peintre letton († 29 janvier 1975).
- 24 septembre : Aroldo Bonzagni, peintre et illustrateur italien († 30 décembre 1918).
- 25 septembre :
  - Spencer Bell, acteur américain († 18 août 1935).
  - Jacques Koziebrodzki, peintre et sculpteur français d'origine polonaise († 15 mai 1948).
- 4 octobre : Charles Alan Pownall, contre-amiral américain et gouverneur militaire de Guam († 19 juillet 1975).
- 5 octobre :
  - René Cassin, juriste français († 20 février 1976).
  - Fujio Yoshida, peintre et graveuse japonaise († 1er mai 1987).
  - Carl Otto Schutte, coureur cycliste américain († 24 juin 1962).
- 6 octobre : Le Corbusier (Charles-Edouard Jeanneret-Gris), architecte, peintre d'origine suisse († 27 août 1965).
- 11 octobre : Pierre Jean Jouve, poète et romancier français († 8 janvier 1976).
- 12 octobre : Guilherme d'Oliveira Marques, peintre et sculpteur portugais († 15 mai 1960).
- 13 octobre : Narashige Koide, peintre et illustrateur japonais († 13 février 1931).
- 14 octobre : Ernest Pingoud, compositeur finlandais d'origine alsacienne († 1er juin 1942).
- 15 octobre : Lotte Kliebert, musicienne et professeure de musique allemande († 27 novembre 1991).
- 23 octobre : Jimmy Aubrey, acteur britannique († 2 septembre 1983).
- 24 octobre :
  - Vadim Chernoff, peintre russe, soviétique puis américain († 17 avril 1954).
  - Pierre-Paul Emiot, peintre français († 20 novembre 1975).
  - Octave Lapize, coureur cycliste français († 14 juillet 1917).
- 25 octobre :
  - Willem Andriessen, pianiste et compositeur néerlandais († 29 mars 1964).
  - Eddie Barry, acteur américain († 28 août 1966).
  - Radoslav Ostrovski, homme politique russe puis soviétique († 17 octobre 1976).
- 29 octobre : Heikki Nurmio, militaire et écrivain finlandais († 22 juillet 1947).
- 31 octobre : Tchang Kaï-chek, homme politique chinois († 5 avril 1975).
- 1er novembre : Max Trapp, compositeur et pédagogue allemand († 29 mai 1971).
- 5 novembre : Oscar Bossaert, homme politique, industriel et footballeur belge († 1er février 1956).
- 11 novembre : Roland Young, acteur britannique († 5 juin 1953).
- 14 novembre :
  - Charles-Henry Bizard, peintre français († 1er novembre 1954).
  - Amadeo de Souza-Cardoso, peintre portugais († 25 octobre 1918).
- 15 novembre : Georgia O'Keeffe, peintre moderniste américaine († 6 mars 1986).
- 16 novembre : Oskar Helmer, typographe, syndicaliste et homme politique socialiste autrichien († 13 février 1963).
- 21 novembre : Joseph Plunkett, nationaliste et poète irlandais († 4 mai 1916).
- 23 novembre :
  - Boris Karloff, acteur britannique († 2 février 1969).
  - Paul de Maleingreau, compositeur et organiste belge († 9 janvier 1956).
- 28 novembre : Emmanuel-Charles Bénézit, peintre, dessinateur, graveur, historien de l'art et commissaire d'exposition français († 17 octobre 1975).
- 30 novembre : Louis Morel, peintre et sculpteur français († 29 mars 1975).
- 2 décembre : Jean-Gabriel Noirot, peintre français († 1er février 1963).
- 3 décembre : Angelo Gremo, coureur cycliste italien († 4 septembre 1940).
- 5 décembre : Émile Bréchot, peintre et sculpteur français († 1971).
- 12 décembre : Aage Fønss, acteur et chanteur d'opéra danois († 30 septembre 1976).
- 17 décembre :
  - Vahram Kevorkian, footballeur arménien († 17 juillet 1911).
  - Josef Lada, peintre, illustrateur, scénographe et écrivain austro-hongrois puis tchécoslovaque († 14 décembre 1957).
- 18 décembre : Algot Lönn, coureur cycliste suédois († 3 avril 1953).
- 22 décembre :
  - Maggy Monier, peintre et illustratrice française († 9 janvier 1965).
  - Srinivasa Ramanujan, mathématicien indien († 26 avril 1920).
- 23 décembre : Eric Blore, acteur anglais († 2 mars 1959).
- 24 décembre : Louis Jouvet, acteur et metteur en scène français († 16 août 1951).
- 28 décembre : Charles Dingle, acteur américain († 19 janvier 1956).
- 29 décembre : Kiyoshi Nobutoki, compositeur, violoncelliste et professeur japonais († 1er août 1965).
- Date précise inconnue :
  - José Berdié, footballeur espagnol († 31 janvier 1931).
  - Jean Chaperon, peintre, illustrateur et caricaturiste français († 1969).
  - Carlos Comamala, footballeur espagnol († 1976).
  - Roman Jarosz, peintre polonais († 24 janvier 1932).
  - Timofeï Sapronov, révolutionnaire russe puis soviétique († 28 septembre 1937).
  - Sami Shawa, violoniste syrien († 1960).
  - Vladimir Smirnov, homme politique et révolutionnaire russe puis soviétique († 26 mai 1937).
  - Yom Sang-seop, auteur sud-coréen († 14 mars 1963).
  - Abd al-Rahman al-Kayyali, médecin syrien, membre du mouvement nationaliste syrien, ministre de la Justice († 13 septembre 1969).

## Décès en 1887
- 12 janvier : Léopoldine Blahetka, pianiste et compositrice autrichienne (° 15 novembre 1810).
- 23 janvier : Louis-Marie-Joseph-Eusèbe Caverot, cardinal français (° 26 mars 1806).
- 21 février : Amable Gabriel de La Foulhouze, peintre et journaliste français (° 21 juillet 1815).
- 25 février : Eugène Rimmel : parfumeur et homme d'affaires français, à Londres (° 1820).
- 2 mars : August Wilhelm Eichler, botaniste allemand (° 22 avril 1839).
- 3 mars : Eugène Ernest Hillemacher, peintre français (° 13 octobre 1818).
- 20 mars : Rudolf Jordan, peintre allemand (° 4 mai 1810).
- 28 mars : William Smithe, premier ministre de la Colombie-Britannique (° 30 juin 1842).
- 31 mars : August von Wille, peintre allemand (° 18 avril 1828).
- 5 avril : Ivan Kramskoï, peintre et critique d'art russe (° 8 juin 1837).
- 19 avril : Mohammad Charif Pacha, homme d'État égyptien d'origine turque (° février 1826).
- 2 mai : Bernhard Studer, géologue suisse (° août 1794).
- 9 mai : Adolphe Perrot, peintre français (° 1818).
- 11 mai : Jean-Baptiste Boussingault, chimiste, botaniste et agronome français (° 2 février 1802).
- 13 mai : Alexandre Schanne, peintre français (° 22 décembre 1823).
- 14 mai : Hippolyte Bayard, inventeur de la photographie (° 20 janvier 1801).
- 16 mai : Pierre Gustave Girardon, peintre paysagiste français (° 15 janvier 1811).
- 18 mai : James Fraser Forbes, homme politique canadien (° 1820).
- 24 mai : Émile Vernier, peintre et lithographe français (° 29 novembre 1829).
- 4 juin : Albert-Ernest Carrier-Belleuse, sculpteur et peintre français (° 12 juin 1824).
- 5 juin : Hans von Marées, peintre allemand (° 25 décembre 1837).
- 12 juin : Giacomo Favretto, dessinateur et peintre italien (° 11 août 1849).
- 15 juin : Vincent Vidal, peintre et aquarelliste français (° 20 janvier 1811).
- 23 juin : John Elphinstone Erskine, navigateur et homme politique britannique (° 13 juillet 1806).
- 2 juillet : Julie von Webenau, compositrice germano-autrichienne (° 16 octobre 1813).
- 4 juillet : Félix Le Couppey, pianiste, compositeur et pédagogue français (° 14 avril 1814).
- 5 juillet : François Meuret, peintre miniaturiste français (° 3 mars 1800).
- 11 juillet :
  - Alphonse Colas, peintre français (° 25 septembre 1818).
  - Guillot de Sainbris, musicien et professeur de chant français (° 1er août 1820).
- 16 juillet : Laurent-Guillaume de Koninck, paléontologue et chimiste belge (° 3 mai 1809).
- 17 juillet : Nicaise De Keyser, peintre belge (° 26 août 1813).
- 4 août : Don Joseph Colonna Cesari, sculpteur, peintre et graveur français (° 10 mai 1825).
- 8 août : Alexander William Doniphan, avocat, homme politique et soldat américain (° 9 juillet 1808).
- 19 août : Spencer Fullerton Baird, ornithologue et ichtyologiste américain (° 3 février 1823).
- 20 août : Jules Laforgue, poète français (° 16 août 1860).
- 23 septembre : James Bertrand, peintre et lithographe français (° 25 mars 1823).
- 1er octobre : Gustave Bley, compositeur et négociant en vin de Champagne français (° 1er août 1827).
- 7 octobre :
  - Arthur de Saint-Genys, peintre français (° 17 janvier 1829).
  - George James Webb, chef d'orchestre, éditeur, pédagogue et compositeur anglo-américain (° 24 juin 1803).
- 20 octobre : Henri Victor Tournaillon, organiste et compositeur français (° 11 mars 1832).
- 24 octobre : Hippolyte Lazerges, peintre orientaliste et compositeur français (° 5 juillet 1817).
- 26 octobre : Alexandre-Amédée Dupuy Delaroche, peintre français (° 6 septembre 1819).
- 6 novembre : Eugène Pottier, poète et révolutionnaire (° 4 octobre 1816).
- 10 novembre : Amédée Jullien, peintre, graveur, historien, directeur de musée, notaire et maire français (° 30 novembre 1819).
- 14 novembre : Frédéric-Guillaume Bergmann, philologue français (° 9 février 1812).
- 18 novembre : le prince Jean de Bourbon, comte de Montizón, aîné des Capétiens et chef de la maison de France (° 15 mai 1822).
- 20 novembre : Louis Gallait, peintre, aquarelliste, graveur belge (° 10 mai 1810).
- 5 décembre : Philippe Rousseau, peintre paysagiste, animalier et de genre français (° 22 février 1816).
- 8 décembre : Marguerite Boucicaut, née Guérin, femme d'affaires française (° 3 janvier 1816).
- 16 décembre : Édouard Hippolyte Margottet, peintre français (° 24 mai 1848).
- 19 décembre : François Bonvin, peintre et graveur français (° 22 novembre 1817).
- 29 décembre : Shōka, peintre japonais (° 4 février 1835).
- 31 décembre : Claudius Lavergne, peintre et critique d'art français (° 10 décembre 1815).
- Date inconnue :
  - Charles Haas, compositeur français (° ?).